# Каучсърфинг
Каучсърфингът (на английски: couchsurfing) (среща се и като каучсърф) e една от най-големите онлайн мрежи за гостоприемство. Обединява повече от 6 милиона души в 246 страни (към август 2012). 
Създадена е през 2003 г., а нейни основатели са Кейси Фентън, Себастиан ле Туан, Дан Хофър и Леонардо Басани да Силвейра .

## Етимология
Понятието „каучсърфинг“ идва от съчетаването на английските думи couch (кушетка, диван) и surfing (сърфиране). Думата се употребява в смисъл на практиката човек да се мести от една приятелска къща към друга, нощувайки на наличното свободно място, като под или диван. Това обикновено става в рамките на няколко дни, преди практикуващият каучсърфинг да се премести.

## История
Въпреки че самата институция на каучсърфинг е създадена скоро, идеята за този вид туризъм датира още от 1949 г., когато е създадена неправителствената организация Servas Open Doors. През 1950 г. се появява новата организация Intervac, чиято цел е да осигури евтини пътешествия. Каучсърфингът може да се отнесе към „мрежите за гостоприемство“.
През 2000 г. бъдещият основател на каучсърфинга Кейси Фентън решава да отиде до Исландия с евтин самолетен билет. Тъй като няма къде да спи, той изпраща писма до 1500 студенти от Исландия с молба да пренощува при някого от тях. Получава отговор от 50 души и в резултат на това се запознава с няколко групи студенти, които искат да му покажат Рейкявик. След завръщането си от ваканцията, Фентън решава да избягва услугите на масовия туризъм и за тази цел заедно с Дан Хофър, Себастиан ле Туан и Леонардо Силвейра създава сайта www.couchsurfing.org. Към март 2013 г. уебсайтът има 6 милиона членове в 100 000 града.

## Демография
Към януари 2013 г. има регистрирани над 5,5 милиона профила в Couchsurfing (всички някога създадени, включително дублиращи се, неактивни и изтрити профили).
Към януари същата година Каучсърфинг обхваща повече от 97 000 града в 250 страни и територии. Около 20 % от практикуващите са от САЩ, а има и немалък брой участници от Германия, Франция, Канада и Англия. Париж е градът с най-много регистрирани каучсърфъри. Английският език се говори от 71 % от участниците, френският език – от 18 %, испанският език – от 17 % и немският език – от 15 %. Средната възраст на участниците е 28 години.